# Macrolopha dentipes
Macrolopha dentipes is een keversoort uit de familie halstandhaantjes (Megalopodidae). De wetenschappelijke naam van de soort werd in 1902 gepubliceerd door Julius Weise.